# Gaulanítide

Mapa que muestra la evolución del reinado de Agripa I, en el que se menciona la región.

Gaulanítide es una región histórica del antiguo Israel más allá del río Jordán, así llamada por causa de la ciudad de Golán. Fue una región de Oriente Próximo entre los siglos II a. C. y VII d. C., especialmente próspera en la antigüedad romana. 
Se extendía desde el monte Hermón hasta el río Hieromax (actual Yarmuuk), y sus principales ciudades eran Banias, Hippos, Gaulon (Golán, Jawlan, actual Saham al-Jawlan) y Gamala, que corresponde aproximadamente a los actuales Altos del Golán.